# Hausen
Hausen és un municipi al districte de Forchheim, a l'estat federat de Baviera (Alemanya), amb una població a la fi de 2016 d'uns 3.668 habitants.
Està situat a la zona centre-nord de l'estat, al sud de la regió d'Oberfranken.